# Jon Ekerold
Jonathan Ekerold, més conegut com a Jon Ekerold   (Johannesburg, 8 d'octubre de 1946), és un antic pilot de motociclisme sud-africà. El 1980, competint com a pilot privat, va guanyar el campionat del món de 350cc per davant del pilot oficial de Kawasaki Anton Mang. Aquest èxit el converteix en un dels pocs pilots de l'era moderna del motociclisme que ha guanyat un campionat del món sense el suport d'un fabricant de motocicletes. Ekerold va pilotar aquell any una motocicleta construïda ajuntant un xassís Bimota amb un motor de Yamaha TZ350 modificat per ell mateix.

## Biografia
Nascut a Sud-àfrica de mare italiana, Ekerold va entrar al món de l'esport com a boxador, abans de dedicar-se als esports de motor sota la influència del seu oncle matern. Va debutar al campionat del món al Gran Premi d'Àustria de 1975, en què va quedar segon en 350cc amb una Yamaha TZ privada. També va córrer com a privat els anys posteriors, inicialment preparant la moto ell mateix i més tard amb l'ajuda de preparadors com ara Helmut Fath i Harald Bartol. Va aconseguir la seva primera victòria al Gran Premi de França de 1977 en 250cc.
La temporada de 1980 va ser campió del món de 350cc després d'una llarga lluita amb Anton Mang que va durar fins a la darrera cursa. Després d'aconseguir el títol i una temporada posterior en què va acabar subcampió de la mateixa categoria, va fitxar per Cagiva, una empresa que aleshores tot just feia les seves primeres passes al campionat del món de 500cc. Amb la Cagiva nC2, Ekerold va obtenir el primers punts al campionat per a la marca italiana. El 1983 va ser la darrera temporada al mundial d'Ekerold i, a més, va competir també al campionat del món de resistència amb una Honda, on el seu millor resultat va ser el tercer lloc a les 8 hores de Nürburgring.
Un cop retirat de les curses, Ekerold va obrir un concessionari Yamaha a Sud-àfrica, que després va vendre al seu germà per dedicar-se a la cria de cavalls. El 1994 va deixar Sud-àfrica per traslladar-se a Alemanya amb la seva família, on dirigí un petit equip de motocròs per als seus fills. Un dels fills, Jonnie, i el seu cunyat, Alan North, també van córrer en velocitat com a pilots professionals.

## Resultats al Mundial de motociclisme
Font:
Barem de puntuació de 1969 a 1987:
| Posició | 1  | 2  | 3  | 4 | 5 | 6 | 7 | 8 | 9 | 10 |
| Punts   | 15 | 12 | 10 | 8 | 6 | 5 | 4 | 3 | 2 | 1  |

(Ids. Grans Premis | Llegenda) (Curses en negreta indiquen pole; curses en  itàlica indiquen volta ràpida)
| Any  | Categoria | Equip         | 1      | 2      | 3     | 4     | 5      | 6      | 7      | 8      | 9      | 10     | 11     | 12     | 13    | Punts | Posició | Victòries |
| ---- | --------- | ------------- | ------ | ------ | ----- | ----- | ------ | ------ | ------ | ------ | ------ | ------ | ------ | ------ | ----- | ----- | ------- | --------- |
| 1975 | 350cc     | Yamaha        | FRA -  | ESP -  | AUT 2 | GER - | NAT -  | IOM -  | NED 10 | FIN -  | CZE -  | YUG -  |        |        |       | 13    | 16è     | 0         |
| 1976 | 250cc     | Yamaha        | FRA -  |        | NAT - | YUG - | IOM NC | NED 12 | BEL -  | SWE 11 | FIN 14 | CZE -  | GER 3  | ESP -  |       | 10    | 15è     | 0         |
| 1976 | 350cc     | Yamaha        | FRA -  | AUT -  | NAT - | YUG - | IOM NC | NED -  |        |        | FIN 7  | CZE -  | GER -  | ESP -  |       | 4     | 30è     | 0         |
| 1976 | 500cc     | Yamaha        | FRA -  | AUT -  | NAT - |       | IOM 6  | NED -  | BEL -  | SWE -  | FIN -  | CZE -  | GER -  |        |       | 5     | 29è     | 0         |
| 1977 | 250cc     | Yamaha        | VEN -  | GER -  | NAT 6 | ESP - | FRA 1  | YUG 8  | NED 7  | BEL 10 | SWE 3  | FIN 12 | CZE 7  | GBR -  |       | 42    | 9è      | 1         |
| 1977 | 350cc     | Yamaha        | VEN -  | GER -  | NAT - | ESP 6 | FRA 2  | YUG 2  | NED 6  |        | SWE 4  | FIN 3  | CZE 9  | GBR -  |       | 54    | 3r      | 0         |
| 1978 | 250cc     | Yamaha        | VEN -  | ESP 5  |       | FRA 4 | NAT -  | NED -  | BEL -  | SWE 4  | FIN 10 | GBR -  | GER 6  | CZE 5  | YUG 5 | 40    | 9è      | 0         |
| 1978 | 350cc     | Yamaha        | VEN -  |        | AUT 4 | FRA 3 | NAT -  | NED 3  | BEL -  | SWE 4  | FIN 5  | GBR -  | GER 4  | CZE 4  | YUG 5 | 64    | 4t      | 0         |
| 1979 | 250cc     | Yamaha        | VEN -  |        | GER 4 | NAT - | ESP -  | YUG -  | NED -  | BEL -  | SWE -  | FIN -  | GBR -  | CZE -  | FRA - | 8     | 22è     | 0         |
| 1979 | 350cc     | Yamaha        | VEN 5  | AUT 2  | GER 1 | NAT - | ESP -  | YUG -  | NED -  |        |        | FIN -  | GBR 10 | CZE -  | FRA - | 34    | 8è      | 1         |
| 1980 | 350cc     | Bimota-Yamaha | NAT 6  | FRA 1  | NED 1 | GBR 2 | CZE 10 | GER 1  |        |        |        |        |        |        |       | 63    | 1r      | 3         |
| 1981 | 350cc     | Bimota-Yamaha | ARG 1  | AUT 3  | GER - | NAT 1 | YUG 2  | NED -  | GBR -  | CZE -  |        |        |        |        |       | 52    | 2n      | 2         |
| 1982 | 500cc     | Cagiva        | ARG -  | AUT 12 | FRA - | ESP - | NAT -  | NED -  | BEL -  | YUG -  | GBR 13 | SWE -  | SM -   | GER 10 |       | 1     | 28è     | 0         |
| 1983 | 500cc     | Cagiva        | RSA 17 | FRA 19 | NAT - | GER - | ESP -  | AUT -  | YUG -  | NED NC | BEL -  | GBR -  | SWE -  | SM 24  |       | 0     | -       | 0         |

## Obra publicada
- Ekerold, Jon. The Privateer (en anglès).  Weissach: Text & Technik Verlag, 2002. ISBN 978-3932563218.